# 上庄村 (富山県)
上庄村（かみしょうむら）は、かつて富山県氷見郡にあった村。現在の氷見市上庄地区で、能越自動車道の氷見インターチェンジがある他、泉集落には「獅子舞ミュージアム」もある。
村名は村の中央を流れる上庄川および、中世以来の上庄、上庄谷、上庄組の名称に基づく。

## 沿革
- 1889年（明治22年）4月1日 - 町村制の施行により、射水郡泉村、上田（うわだ）村、柿谷（かきなや）村、七分一村の区域及び大野新村の区域の一部の区域をもって、射水郡上庄村が発足する。
- 1896年（明治29年）3月29日 - 郡制の施行のため、射水郡の区域から分立して、氷見郡が発足により、氷見郡に所属となる。
- 1953年（昭和28年）12月1日 - 氷見市に編入する。

## 歴代村長
出典→
1. 中居清平（1889年6月 - 1893年5月）
2. 沢新吾（1893年6月 - 1897年5月）
3. 中居清平（1897年6月 - 1901年5月）
4. 中居清平（1901年6月 - 1903年8月）
5. 竹内源吾（1903年11月 - 1904年3月）
6. 沢新吾（1904年3月 - 1907年2月）
7. 中居清平（1907年2月 - 1911年2月）
8. 清水清一（1911年2月 - 1915年4月）
9. 中居清平（1915年4月 - 1917年2月）
10. 竹内源重（1917年2月 - 1919年8月）
11. 竹内源重（1919年8月 - 1921年4月）
12. 松波松次郎（1921年4月中、氷見郡書記、職務管掌）
13. 松波源三（1921年5月 - 1922年1月、臨時代理）
14. 鎌仲弥八郎（1922年1月中、氷見郡書記、職務管掌）
15. 鎌仲良二（1922年1月 - 1922年6月）
16. 清水清一（1923年3月 - 1923年9月）
17. 紅谷理右衛門（1924年1月 - 1925年1月）
18. 松田鉄之助（1925年3月 - 1925年6月）
19. 紅谷理右衛門（1925年7月 - 1926年2月）
20. 中居清平（1926年3月 - 1930年3月）
21. 清水精之（1930年4月 - 1934年4月）
22. 東庄次郎（1934年4月 - 1936年1月）
23. 高野要作（1936年4月 - 1940年4月）
24. 鎌仲良一（1940年4月20日 - 1941年8月12日）
25. 田島善一（1941年12月19日 - 1945年12月19日）
26. 紅谷理一（1945年12月20日 - 1947年4月6日）
27. 伯水正英（1947年4月7日 - 1951年4月6日）
28. 伯水正英（1951年4月23日 - 1953年11月30日）